# Азербайджано-армянские отношения
В настоящее время между Азербайджанской Республикой и Республикой Армения не установлено дипломатических отношений. 
С 1918 по 1920 год Первая Республика Армения и Азербайджанская Демократическая Республика поддерживали дипломатические отношения. В 1922 году, в связи с присоединением Азербайджана и Армении к СССР, дипломатические отношения двух республик были прекращены, поскольку дипломатические отношения между союзными республиками не были предусмотрены. 
В XX веке первому обострению армяно-азербайджанских отношений в конце 1980-х годов способствовали массовые беспорядки и насилие на национальной почве, в том числе события в Сумгаите (февраль 1988 года) и в Ходжалы (февраль 1992 года), трактуемые сторонами по-разному. 
После распада Советского Союза, Армения и Азербайджан многократно находились в состоянии открытой конфронтации: Первая карабахская война между вооружёнными силами Азербайджана и армянскими силами непризнанной Нагорно-Карабахской Республики продолжалась с 1992 по 1994 год. В XXI веке прошли три крупных вооружённых конфликта: Четырёхдневная война (апрель 2016 года), Вторая карабахская «44-дневная» война (сентябрь — ноябрь 2020 года) и боевые действия в Нагорном Карабахе (сентябрь 2023 года).
8 августа 2025 года в Вашингтоне, при посредничестве США, стороны подписали совместную декларацию «Об отказе от вооружённого противостояния», которая завершила армяно-азербайджанский конфликт и закрепила намерение заключить мирное соглашение. 
Оба государства являются членами СНГ.
Номинальная протяжённость государственной границы между странами варьирует от 996 км до 1007,1 км (последняя цифра совпадает с официальными данными Азербайджанской Республики).

## История

### Период независимости (1918—1922)
26 мая 1918 года прекратила своё существование Закавказская демократическая федеративная республика, что привело к образованию независимых Грузинской демократической республики, Азербайджанской Демократической Республики и Первой Республики Армения. Между Азербайджаном и Арменией разгорелась война, боевые действия велись в районах со смешанным армяно-азербайджанским населением между азербайджанцами и армянами в последние месяцы Первой мировой войны и до окончательной советизации Азербайджана и Армении. Военный конфликт происходил на фоне территориальных претензий молодых республик, поддерживавших на спорных территориях азербайджанское и армянское ополчение, соответственно. Первая Республика Армения участвовала в боевых действиях против азербайджанских повстанцев в Нахичеванском, Сурмалинском, Шарурском, Эриванском уездах Эриванской губернии бывшей Российской империи, в то время как Азербайджанская демократическая республика противостояла армянским национальным советам в Карабахе и Зангезуре, при этом республики не вступали в прямой военный конфликт между собой.

### Советский период (1922—1991)
В 1922 году был образован СССР: Азербайджанская ССР и Армянская ССР стали субъектами Закавказской СФСР, а с 1936 года отдельными социалистическими республиками в составе СССР. Во время советской власти отношения между двумя народами, в том числе в Нагорно-Карабахской автономной области (НКАО), были в целом мирными и дружественными. В 1947 году первый секретарь Коммунистической партии Армянской ССР Григорий Арутинов добился принятия Советом министров СССР постановления «О переселении колхозников и другого азербайджанского населения из Армянской ССР в Кура-Араксинскую низменность Азербайджанской ССР», в результате чего до 100 тысяч азербайджанцев подверглись переселению «на добровольных началах» (а по сути — депортации) в Азербайджан в течение следующих четырёх лет, по плану уступая места своего проживания армянским репатриантам из-за рубежа. К 1959 году численность азербайджанцев сократилась до 107 тысяч.
Межобщинный конфликт, имеющий давние исторические и культурные корни, приобрёл новую остроту в годы перестройки (1987—1988), на фоне резкого подъёма национальных движений в Армении и Азербайджане. К ноябрю — декабрю 1988 года в этот конфликт, как отмечал А. Н. Ямсков, оказались вовлечены большинство жителей обеих республик, и он фактически перерос рамки локальной проблемы Нагорного Карабаха, превратившись в «открытую межнациональную конфронтацию», которую лишь на время приостановило Спитакское землетрясение. Неготовность советского руководства к адекватным политическим действиям в обстановке обострившихся межнациональных распрей, противоречивость принимаемых мер, декларирование центральными властями равной степени вины Армении и Азербайджана в создании кризисной ситуации привели к зарождению и укреплению в обеих республиках радикальной антикоммунистической оппозиции.
В 1991—1994 годах эта конфронтация привела к масштабным военным действиям за контроль над Нагорным Карабахом и некоторыми прилегающими территориями. По уровню военного противостояния её превзошёл лишь чеченский конфликт, но, как отметил Сванте Корнелл, «из всех кавказских конфликтов карабахский конфликт имеет наибольшее стратегическое и общерегиональное значение. Этот конфликт — единственный на территории бывшего Советского Союза, в который непосредственно вовлечены два независимых государства. Более того, в конце 1990-х годов Карабахский конфликт способствовал формированию на Кавказе и вокруг него противостоящих друг другу группировок государств». 5 мая 1994 года был подписан Бишкекский протокол о перемирии и прекращении огня между Арменией и самопровозглашённой Нагорно-Карабахской Республикой с одной стороны и Азербайджаном с другой стороны.

### После 1994 года

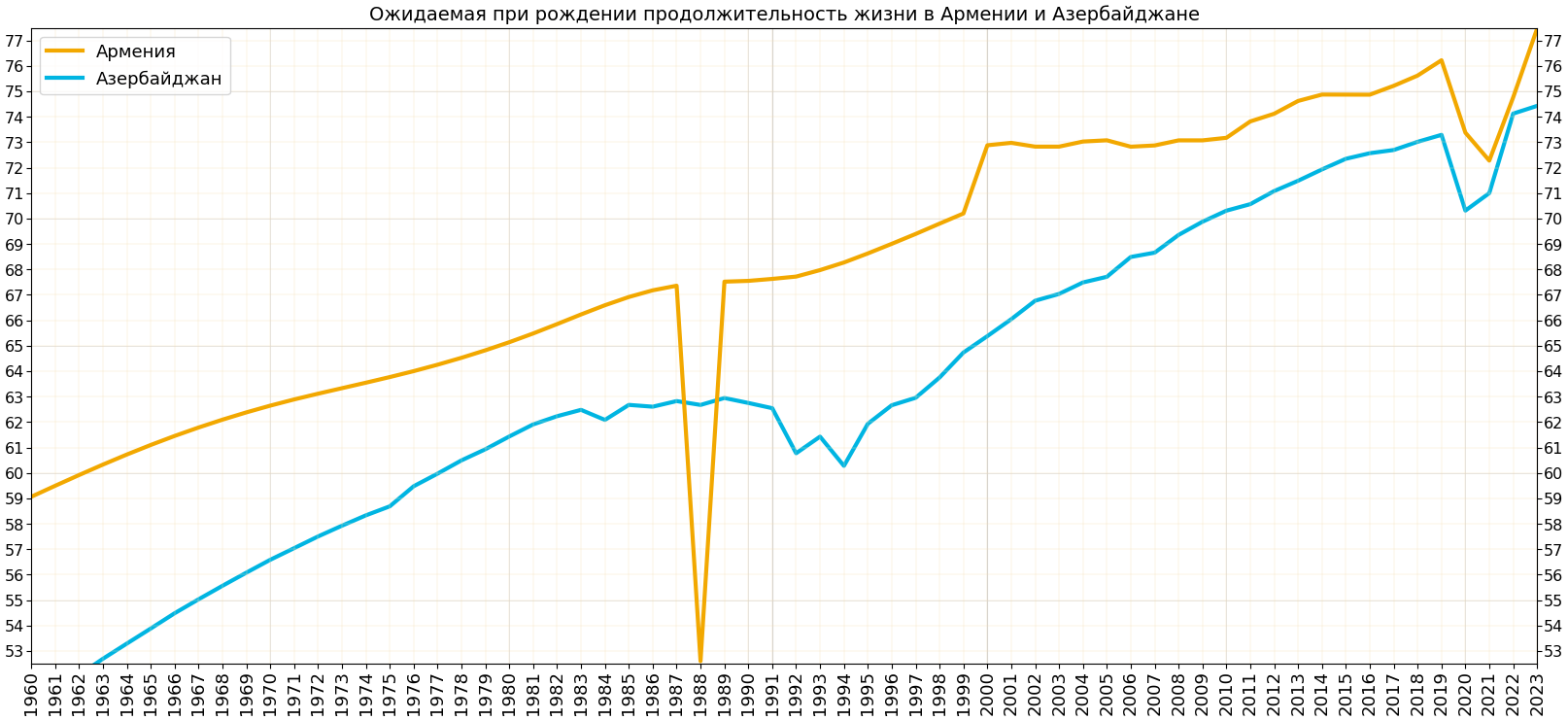
Сравнение ожидаемой продолжительности жизни в Армении и Азербайджане

После окончания Первой карабахской войны отношения между Азербайджаном и Арменией оставались очень напряжёнными. В 2008 году президент Азербайджана Ильхам Алиев заявил: «Мы не заримся на земли других стран. Несмотря на то, что нынешняя Армянская Республика создана на исторических азербайджанских землях. Но мы должны восстановить территориальную целостность нашей страны. Это наше естественное право. Нарушены элементарные права человека одного миллиона граждан Азербайджана. Азербайджанцы подверглись этнической чистке. Из Нагорного Карабаха и прилегающих к нему регионов были изгнаны сотни тысяч граждан Азербайджана». В 2009 году правительство Азербайджана угрожало Армении войной, а также объявляло о намерениях вернуть Нагорный Карабах с помощью военной силы, если посредничество Минской группы ОБСЕ не будет иметь результата.
Гражданам Республики Армения, а также гражданам любой другой страны имеющим армянское происхождение, запрещен въезд в Азербайджанскую Республику. Если в паспорте человека есть какие-либо отметки о посещении НКР (за исключением дипломатических паспортов), то ему будет отказано во въезде в Азербайджан.
В 2008 году произошли боевые столкновения в Нагорно-Карабахском регионе между вооружёнными силами Азербайджана и армянскими силами НКР возле села Левонарх, контролируемого армией НКР. Тогда этот бой стал крупнейшим столкновением со времён прекращения огня в 1994 году. В июне 2010 года произошло столкновение возле села Чайлы в результате которого четыре армянских солдата НКР и один азербайджанский солдат погибли. Бой произошёл на следующий день после мирных переговоров между президентами Армении и Азербайджана, которые состоялись в Москве. 31 августа 2010 года в результате столкновение возле села Чайлы вновь пролилась кровь, по разным данным: 1 военнослужащий армянских сил НКР был ранен (или 3 убито), 2 азербайджанских солдата погибло (или 7 убито). Обе стороны обвинили друг друга в инциденте и объявили о своей победе. В сентябре 2010 года произошло столкновение в Мардакертском районе: два азербайджанских солдата были убиты и один солдат армии НКР получил ранения. Обе стороны вновь объявили о своей победе.
24 июня 2011 года Армения и Азербайджан провели переговоры в российском городе Казани, в ходе которых обсуждалась возможность прекращения Карабахского конфликта. Переговоры завершились неудачей. Президент Азербайджана Ильхам Алиев провёл военный парад в День национального спасения азербайджанского народа с целью предупредить Армению о том, что Азербайджан может силой вернуть себе Нагорный Карабах. 5 октября 2011 года в результате столкновений на линии соприкосновения в зоне Нагорного Карабаха погиб один армянский солдат НКР и двое азербайджанцев. В тот же день два солдата НКР были ранены снайперским огнем. В июне 2012 года произошли столкновения на армяно-азербайджанской границе, обе страны объявили о провокациях и о своей военной победе в данном инциденте.

### Вооружённые столкновения в Нагорном Карабахе (2016 год)
В 2016 году произошли столкновения в Нагорном Карабахе между вооружёнными силами Армении и НКР с одной стороны и Азербайджана с другой. Вооружённые действия начались в ночь на 2 апреля и длились три с половиной дня. Обе стороны конфликта обвинили друг друга в нарушении режима прекращения огня, а также сообщили об интенсивных боевых действиях с применением артиллерии, авиации и о серьёзных потерях, нанесённых противнику.

### Вторая карабахская война
12-16 июля 2020 года произошли столкновения на армяно-азербайджанской границе в области Тавуш Армении и Товузским районам Азербайджана.
27 сентября 2020 года началась Вторая карабахская война. Армения, НКР и Азербайджан объявили военное положение и мобилизовали мужское население.
9 октября 2020 года Верховный комиссар ООН по правам человека Мишель Бачелет призвала к срочному прекращению огня, сославшись на страдания мирного населения в зоне нагорно-карабахского конфликта. Она также выразила обеспокоенность по поводу перенаселенных районов, которые становились мишенями для атак тяжелого вооружения.
17 октября министры иностранных дел Армении и Азербайджана объявили о новом соглашении о прекращении огня после телефонных звонков между министром иностранных дел России Сергеем Лавровым и его коллегами. Лавров настоятельно призвал страны соблюдать московскую сделку. Однако обе стороны обвинили друг друга в нарушении перемирия и продолжении конфликта. Верховный комиссар ООН по правам человека Мишель Бачелет выразила озабоченность по поводу возможных военных преступлений во время столкновений между Арменией и Азербайджаном в зоне нагорно-карабахского конфликта. 30 октября 2020 года Армения и Азербайджан достигли соглашения, согласно которому они воздерживались от преднамеренных ударов по гражданскому населению, несмотря на сообщения об артиллерийских ударах по населенным пунктам.

#### Соглашение о прекращении огня
Столкновения длились до 10 ноября, когда главы России, Армении и Азербайджана приняли совместное заявление о прекращении огня в Нагорном Карабахе. Азербайджан заявил о своей победе, получив контроль над 5 городами, 4 поселками, 240 деревнями и всей границей между Азербайджаном и Ираном. В соответствии с соглашением, территории, которые за 44 дня военного конфликта были взяты под контроль азербайджанской армией, остались на стороне Азербайджана, кроме того по условиям соглашения Кельбаджарский район вернулся под контроль Азербайджана 25 ноября, Агдамский район — 20 ноября, а 1 декабря — Лачинский район. В трехстороннем заявлении отмечается о разблокировке всех экономических и транспортных связей, Армения гарантирует безопасность транспортного сообщения между западными районами Азербайджанской Республики и Нахичеванской Автономной Республикой. Стороны договорились о вводе в регион российских миротворцев.
Почти 2000 российских солдат во главе с Рустамом Мурадовым были развернуты в качестве миротворческих сил для защиты сухопутного коридора между Арменией и регионом Нагорного Карабаха в течение как минимум пяти лет. Контроль за транспортным сообщением между Азербайджаном и Нахичеванью будут осуществлять органы Пограничной службы ФСБ России.

### Послевоенный период
11 января 2021 года в Москве состоялась трехсторонняя встреча между президентом России В. Путиным, президентом Азербайджана И. Алиевым и премьер-министром Армении Н. Пашиняном, на которой лидеры обсудили дальнейшие планы по урегулированию ситуации в регионе и подписали совместное заявление.
26 ноября того же года в Сочи состоялась трехсторонняя встреча президента Азербайджана, президента России и премьер-министра Армении, где обсудили ситуацию в карабахской зоне. 14 декабря в Брюсселе состоялась первая встреча президента Азербайджана и премьер-министра Армении один на один после Второй карабахской войны. А затем состоялась совместная встреча Ильхама Алиева, Никола Пашиняна и президента Совета Европейского Союза Шарлем Мишелем.
16 июля 2022 года в Тбилиси состоялась первая двусторонняя встреча МИД Азербайджана и Армении без посредников.
6 октября 2022 года в рамках саммита «Европейское политическое сообщество» на официальном сайте Елисейского дворца было размещено заявление по итогам встречи президента Азербайджана Ильхама Алиева с президентом Французской Республики Эмманюэлем Макроном, президентом Совета Европейского Союза Шарлем Мишелем и премьер-министром Республики Армения Николом Пашиняном, в котором говорится что Армения и Азербайджан подтвердили свою приверженность Уставу ООН и Алматинской декларации 1991 года и признают территориальную целостность и суверенитет друг друга.
23 апреля 2023 года подразделениями Государственной пограничной службы Азербайджанской Республики, вопреки трехстороннему заявлению от ноября 2020 года, в начале дороги Лачын-Степанакерт (Ханкенди) установлен пограничный пункт пропуска.
5 октября 2023 года премьер-министр Армении Никол Пашинян на полях саммита Европейского политического сообщества в Гранаде (Испания) подписал декларацию о признании территории Азербайджана в 86,6 тысяч км², которая включает в себя территорию Нагорного Карабаха.
13 февраля 2024 года подразделениями Государственной пограничной службы Азербайджана была проведена «операция возмездия» в ответ на обстрел азербайджанских позиций со стороны поста вооружённых сил Армении в районе села Неркин Ханд в Сюникской области 12 февраля, когда был ранен азербайджанский военнослужащий. В результате операции армянский боевой пост был полностью разрушен, а личный состав поста понёс серьезные потери.
23 апреля 2024 года после восьмой встречи комиссий двух стран по делимитации границы между Арменией и Азербайджаном впервые начался процесс делимитации границы. Процесс начался на территории вокруг четырех азербайджанских деревень (Баганис-Айрум, Ашагы-Аскипара, Хейримли и Кызылгаджылы)  близ границы, которые несколько дней назад до этого Армения согласилась вернуть Азербайджану. Армения начала разминирование территории на этом участке и вернула сёла под контроль Азербайджана.
Азербайджан и Армения в 2024 году провели делимитацию и демаркацию участка границы протяженностью около 13 км.
16 января 2025 года на границе между двумя государствами состоялась одиннадцатая встреча Государственной комиссии по делимитации государственной границы между Азербайджанской Республикой и Республикой Армения и Комиссии по вопросам делимитации государственной границы и пограничной безопасности между Республикой Армения и Азербайджанской Республикой, на которой стороны  пришли к согласию начать комплекс работ по делимитации государственной границы с северного участка - с района точки стыка границ с Грузией и далее в южном направлении - с севера на юг, до границы с Ираном.
8 августа 2025 года премьер-министр Армении Никол Пашинян и президент Азербайджана Ильхам Алиев при посредничестве президента США Дональда Трампа парафировали мирное соглашение, а также подписали совместную декларацию, в которой подчеркнули необходимость продолжения дальнейших действий для достижения подписания и окончательной ратификации Соглашения.